# Chronicon Abbatiae de Evesham
Le Chronicon Abbatiae de Evesham ou « chronique d'Evesham » est une chronique médiévale anglaise composée à l'abbaye d'Evesham, dans le Worcestershire. Ses auteurs successifs y retracent en latin l'histoire de ce monastère, à partir de sa fondation par Ecgwine en 714 et jusqu'à sa dissolution en 1539. Elle comprend également un récit de la translation des reliques d'Odulphe et une hagiographie de Wigstan.

## Éditions
- (en) W. D. Macray (éd.), Chronicon abbatiae de Evesham, ad annum 1418, coll. « Rolls Series 29 », 1863 (lire en ligne).
- (en) Jane Sayers et Leslie Watkiss (éd. & trad.) (trad. du latin), Thomas of Marlborough : History of the Abbey of Evesham, Oxford, Clarendon Press, coll. « Oxford Medieval Texts », 2003, 597 p. (ISBN 0-19-820480-9).